# Bolbocaffer cycloidum
Bolbocaffer cycloidum är en skalbaggsart som beskrevs av Leon Fairmaire 1891. Bolbocaffer cycloidum ingår i släktet Bolbocaffer och familjen Bolboceratidae. Inga underarter finns listade.